# Бурман, Карл Карлович (старший)
Карл (Фридрих) Карлович Бурман (старший) (эст. Karl Burman; 5 [17] мая 1882, Сумы, Харьковская губерния — 10 мая 1965, Таллин) — эстонский и советский архитектор, художник-график. Брат Пауля Бурмана, отец Карла Бурмана (младшего), которые также были художниками.

## Биография
Родился в Сумах. Учился в Строгановском училище в Москве (1899—1900), в Училище рисования барона Штиглица в Санкт-Петербурге (1900—1902). Окончил Высшее художественное училище при Императорской Академии художеств (1902—1910). Ученик Василия Матэ и Валентина Серова. Брал частные уроки у К. Виклера в Ревеле. С 1910 года начал проектировать дома (его авторству принадлежит пассаж на улице Вяйке-Карья в Ревеле.
Любил путешествовать по Европе. В 1924 г. предлагал снести собор Александра Невского в Таллине.
Персональные выставки Карла Бурмана проводились в Таллине (1906, 1918, 1957), Риге (1911, 1958), Тарту (1958).
Автор ряда акварелей («Вид на Таллин», «Пярну», «Остров Хиума. Дорога Орьяку», «Никерярв в Аэгвийду» и др.).
Жил в Таллине в Девичьей башне. Похоронен на Лесном кладбище.